# Steatoda alboclathrata
Steatoda alboclathrata är en spindelart som först beskrevs av Simon 1897.  Steatoda alboclathrata ingår i släktet vaxspindlar, och familjen klotspindlar. Inga underarter finns listade i Catalogue of Life.